# Kutschurhan (Fluss)
Der Kutschurhan (ukrainisch Кучурган; russisch Кучурган Kutschurgan, rumänisch Cuciurgan) ist ein linker, 119 km langer Nebenfluss des Dnisters in der ukrainischen Oblast Odessa, der streckenweise die Staatsgrenze zur Republik Moldau bildet.
Das Einzugsgebiet des Kutschurhan beträgt 2090 km². Das Tal ist am Oberlauf des Flusses V-förmig, am Unterlauf trapezförmig. Die Breite des bis zu 140 m tiefen Tals beträgt bis zu 2,5 km. Die Flussauen sind 100 bis 400 m breit. Der Fluss ist mäßig gewunden, er ist 5 bis 46 m breit und an einigen Stellen bildet er Seen. Seine Steigung beträgt 1,6 m/ km. Gespeist wird er durch Schnee und Regen. Zwischen Anfang Dezember und Anfang Februar ist der Kutschurhan gefroren, im Sommer fällt er trocken. Sein Wasser dient der Trinkwasserversorgung.

## Verlauf
Der Kutschurhan entspringt im podolischen Hochland beim Dorf Botschmaniwka (Бочманівка) im Norden des Rajon Rosdilna der Oblast Odessa und fließt grob in Richtung Süden.
Hinter dem Dorf Kutschurhan durchfließt er den Kutschurhan-Stausee und mündet schließlich, unmittelbar an der ukrainisch-moldauischen Grenze, in den Turuntschuk (Турунчук), einen 60 km langen Seitenarm des Dnister.
| Quelle |

| Mündung |

| Republik Moldau |

| Oblast Odessa |

| Quelle |

| Mündung |

| Republik Moldau |

| Oblast Odessa |